# Burg Geroldstein
Die Burg Geroldstein ist die Ruine einer Burg bei Geroldstein, einem Ortsteil von Heidenrod im Rheingau-Taunus-Kreis.

## Geographische Lage
Die Niederungsburg liegt in Ortslage auf einem Felsklotz, der ursprünglich wie ein Umlaufberg auf drei Seiten von der Wisper umflossen wurde. Schließlich wurde der niedrige Bergsattel nördlich der Burg 1589 durchstochen, um den Flusslauf zu verkürzen und dessen Fallhöhe zum Betrieb einer Eisenhütte als Energiequelle zu nutzen. In östlicher Richtung oberhalb befindet sich die Burg Haneck.

## Geschichte

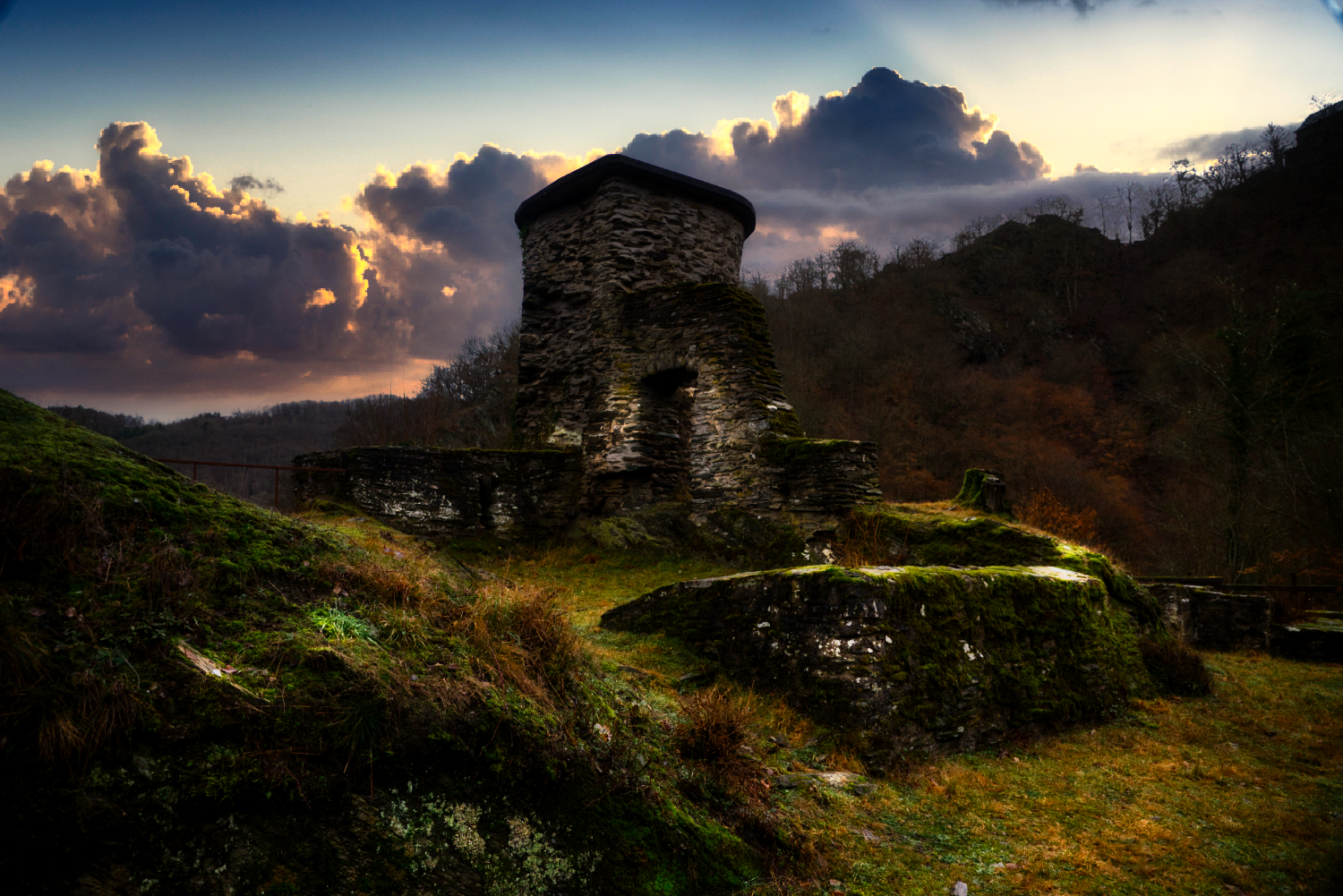
Burgruine Geroldstein mit Torbogen und Mauerresten

Über die Entstehung der Burg Geroldstein liegen so gut wie keine Angaben vor. Von den beiden Geroldsteiner Burgen ist sie die ältere, der Name leitet sich wahrscheinlich von einem Adligen namens Gerhart ab, da sie zunächst, um 1215, als Gerhartstein erwähnt wird. Die Geroldsteiner fungierten als Lehensnehmer der Grafen von Katzenelnbogen und konnten sich um den Ort Geroldstein eine kleine Herrschaft aufbauen. 1353 wurde die Burg erfolglos von Truppen des Trierer Kurfürsten belagert. 1479 fiel sie zusammen mit der Grafschaft Katzenelnbogen an die Landgrafschaft Hessen.
1551 lebte  noch ein Familienzweig in der Stammburg, sie fiel 1569 mit dem Erlöschen der Linie als erledigtes Lehen an Hessen zurück. In der Folge verwahrloste die Anlage und wurde 1585 bereits als Ruine bezeichnet. Um 1840 ist der Name Junkerburg belegt, ebenfalls in späterer Zeit, aber wesentlich seltener Schwarzenberg. In neuerer Zeit kam es zu Verwechslungen der Namen der beiden Geroldsteiner Burgen, sodass sich bis in jüngste Zeit auf manchen Karten auch die Bezeichnung Burg Haneck für die ältere, eigentlich Geroldstein genannte Burg findet. Von der ehemaligen Burganlage sind lediglich ein runder Turm, Reste einer Toranlage sowie einige Mauerreste erhalten.